# Sheffield Wednesday FC (rezerva a akademie)
Sheffield Wednesday FC Development squad je rezervní tým anglického klubu Sheffield Wednesday FC. Rezerva hraje ligovou sezónu ve 2. severní divizi Premier League do 21 let. Trenérem je Neil Thompson.
Akademie Sheffield Wednesday FC je výběr hráčů Sheffieldu Wednesday FC do 18 a méně let. Akademie působí ve 2. severní divizi Premier League do 18 let a v FA Youth Cupu.

## Sestava U21
Aktuální k datu: 9. březen 2016
| Číslo |        | Pozice | Hráč              |
| ----- | ------ | ------ | ----------------- |
|       | Anglie | O      | Matt Tumulty      |
|       | Anglie | O      | Johnny Fenwick    |
|       | Anglie | O      | Josh Stachini     |
|       | Anglie | O      | Ed Sanders        |
|       | Anglie | O      | Will De Havilland |
|       | Anglie | Z      | Adam Hinchliffe   |
|       | Anglie | Z      | Ryan Croasdale    |
|       | Anglie | Ú      | Jack Stobbs       |

## Sestava U18
Aktuální k datu: 9. březen 2016
| Číslo |        | Pozice | Hráč             |
| ----- | ------ | ------ | ---------------- |
|       | Anglie | B      | Dale Newton      |
|       | Anglie | B      | Bradley McDonagh |
|       | Anglie | O      | Sam Eckhardt     |
|       | Anglie | O      | Nicky Haywood    |
|       | Anglie | O      | Joel Magill      |
|       | Anglie | O      | Callum Pinhorn   |
|       | Anglie | O      | Josh Wild        |
|       | Anglie | O      | Seanna Foster    |
|       | Anglie | Z      | Jack Barnett     |

| Číslo |         | Pozice | Hráč            |
| ----- | ------- | ------ | --------------- |
|       | Anglie  | Z      | Simon Hanna     |
|       | Anglie  | Ú      | Sam Mir         |
|       | Anglie  | Ú      | Sean Mullan     |
|       | Skotsko | Ú      | Fraser Preston  |
|       | Anglie  | Ú      | George Hirst    |
|       | Anglie  | Ú      | Thomas Hall     |
|       | Anglie  | Ú      | William Kendall |
|       | Francie | Ú      | Franck Betra    |